# Véronique-Marie Kaye
Pour les articles homonymes, voir Kaye.
 (décembre 2023).
La mise en forme du texte ne suit pas les recommandations de Wikipédia : il faut le « wikifier ».
Les points d'amélioration suivants sont les cas les plus fréquents :
- Les titres sont pré-formatés par le logiciel. Ils ne sont ni en capitales, ni en gras.
- Le texte ne doit pas être écrit en capitales (les noms de famille non plus), ni en gras, ni en italique, ni en « petit »…
- Le gras n'est utilisé que pour surligner le titre de l'article dans l'introduction, une seule fois.
- L'italique est rarement utilisé : mots en langue étrangère, titres d'œuvres, noms de bateaux, etc.
- Les citations ne sont pas en italique mais en corps de texte normal. Elles sont entourées par des guillemets français : « et ».
- Les listes à puces sont à éviter, des paragraphes rédigés étant largement préférés. Les tableaux sont à réserver à la présentation de données structurées (résultats, etc.).
- Les appels de note de bas de page (petits chiffres en exposant, introduits par l'outil «  Source ») sont à placer entre la fin de phrase et le point final[comme ça].
- Les liens internes (vers d'autres articles de Wikipédia) sont à choisir avec parcimonie. Créez des liens vers des articles approfondissant le sujet. Les termes génériques sans rapport avec le sujet sont à éviter, ainsi que les répétitions de liens vers un même terme.
- Les liens externes sont à placer uniquement dans une section « Liens externes », à la fin de l'article. Ces liens sont à choisir avec parcimonie suivant les règles définies. Si un lien sert de source à l'article, son insertion dans le texte est à faire par les notes de bas de page.
- La présentation des références doit suivre les conventions bibliographiques. Il est recommandé d'utiliser les modèles {{Ouvrage}}, {{Chapitre}}, {{Article}}, {{Lien web}} et/ou {{Bibliographie}}. Le mode d'édition visuel peut mettre en forme automatiquement les références.
- Insérer une infobox (cadre d'informations à droite) n'est pas obligatoire pour parachever la mise en page.

Pour une aide détaillée, merci de consulter Aide:Wikification.
Si vous pensez que ces points ont été résolus, vous pouvez retirer ce bandeau et améliorer la mise en forme d'un autre article.
Véronique-Marie Kaye, née le 12 septembre 1962 à Toronto, est une romancière et dramaturge franco-ontarienne.
Elle a publié trois romans, Eulalie la Cigogne en 2010, Marjorie Chalifoux en 2015, et Andréanne Mars en 2017. En 2010, elle crée une pièce de théâtre, Afghanistan, qui tourne en Ontario en 2011 et 2012 puis en Colombie-Britannique en 2012. 
Véronique-Marie Kaye travaille à temps plein comme adjointe aux communications pour l’association des enseignantes et des enseignants franco-ontariens (AEFO).

## Biographie

### Enfance et éducation
Véronique-Marie Kaye est née en 1962 à Toronto d’un père anglophone et d’une mère francophone,. Elle grandit toutefois à Ottawa, où elle réside et travaille actuellement,.
L’auteure fréquente maintes institutions post-secondaires dont l’Université d’Ottawa, en histoire des religions, théâtre et éducation. Toutefois, ses études comprennent aussi une formation en chant classique de type contralto à l’Université McGill et à l’Université Concordia.

### Carrière
Véronique-Marie Kaye, romancière et dramaturge depuis 2010 avec la publication d’Eulalie la Cigogne, a travaillé dans plusieurs domaines,. Elle commence son parcours professionnel à la radio en 1992 comme annonceuse à Radio-Canada, poste qu’elle occupe jusqu’en 2000. De 2002 à 2004 elle travaille comme annonceuse de musique classique à l’antenne du 97.1, Couleur FM, une station radio de Gatineau.
L’auteure fait aussi carrière dans les médias en tant que formatrice en relations médiatiques pour McLoughlin Media, poste qu’elle occupe de 1998 à 2007. En 2010, elle accepte un poste de spécialiste en éducation aux médias chez Réseau Éducation-Médias.
C’est en 2011 que Kaye est embauchée par l’Association des enseignantes et des enseignants franco-ontariens (AEFO) où elle travaille à temps plein comme adjointe aux communications. Dans une entrevue qu’elle accordait à la radio Samedi de lire, Véronique-Marie Kaye disait travailler pour un syndicat, emploi qu'elle aime, estimant que celui-ci lui donne une certaine rigueur, voire une discipline dans sa pratique d’écriture, ce qui l’encourage dans sa liberté créative une fois de retour chez-elle : « […] écrire tous les jours au travail, ça me force à avoir une espèce de discipline, de rigueur, pi après quand je peux écrire mes affaires […] j’me sens bien, j’me sens libre, je peux faire ce que je veux ».

### Vie privée
Véronique-Marie Kaye est l’épouse de Marc Charles Bertrand, un graphiste, qui a créé la page couverture d'Eulalie la Cigogne, roman publié en 2010, de Marjorie Chalifoux, roman qu’elle publie en 2015, et d'Andréanne Mars qu'elle publie en 2017. Ils ont deux enfants,,,.

## Œuvres

### Romans
- 2010 : Eulalie la Cigogne, Gatineau, Vents d’Ouest,  (ISBN 9782895371786).
- 2015 : Marjorie Chalifoux, Sudbury, Éditions Prise de parole, 195 p.  (ISBN 9782894239407).
- 2017 : Andréanne Mars, Sudbury, Éditions Prise de parole,  (ISBN 9782894237946)[11].
- 2021 : Marjorie à Montréal, Sudbury, Éditions Prise de parole,  (ISBN 9782897441050).

### Théâtre
- 2013 : Afghanistan, Sudbury, Éditions Prise de parole,  (ISBN 9782894232996).

## Thématiques et esthétique

### Esthétique
Le roman, Marjorie Chalifoux, est un roman psychologique, intimiste et humoristique, qui aborde les thèmes de l’amour et de la maternité, de la mort, de la quête identitaire,,.

### Thèmes
La quête amoureuse est l’un des thèmes principaux de l’œuvre qui met en scène plusieurs triangles amoureux. Chaque personnage, sauf le père Chalifoux, vit une histoire d’amour. En effet, le roman commence en racontant une brève romance que vécut Marjorie et son amant Lucien, décédé dans un accident de voiture. La voix narrative révèle à plusieurs reprises toute l’affection que Marjorie éprouve pour Lucien : « À cet instant même – mettons, pour ne pas trop exagérer, à la troisième ou quatrième seconde – elle avait compris au plus profond d’elle-même qu’elle venait de rencontrer l’âme sœur ». Toutefois, elle se retrouve enceinte de Lucien. Lorsque son père s’en rend compte, il tente de lui trouver un époux, d’abord en lui présentant Aldonis Gauthier, un jeune homme qui se questionne lui-même en amour, devant choisir entre Marjorie et Rosilda. Le triangle se referme toutefois lorsque Mrs Virginia, propriétaire d’une boutique et mère d’un dénommé Howard, joue, en embauchant Marjorie, l’entremetteuse et cherche à rapprocher Marjorie et Howard. Cependant, Howard reste accroché à son amour de jeunesse, Nancy.
Un autre triangle amoureux se forme dans le roman, bien qu’il soit secondaire, soit celui qui opposent Monsieur Dutil, Paulette, sa femme et Philéas, un cuisinier, son amant.
La mort est un autre thème qui côtoie celui de l’amour dans le roman de Kaye. L’œuvre commence par l’annonce de la mort de la mère de Marjorie, une perte qui fait comprendre au père Chalifoux qu’il a le « don » de voir les morts. Un autre décès, suit de peu celui de Lucien, l’amant de la protagoniste. La mort touche un autre personnage, Aldonis qui pleure la mort de son père alors qu’il fait l’amour avec Marjorie : « ‘Ah, tu veux faire l’amour avec moi? […] ‘Pas vraiment, parce que je suis en deuil. Mais un peu, parce que finalement, tu es moins pire que je croyais, Aldonis Gauthier ». En fait, lorsqu’elle se retrouve avec Aldonis, du moins au début de leur relation, Marjorie ne pense qu’à Lucien : « Si Aldonis avait été comme Lucien, il aurait ri […] Mais la seule chose qu’Aldonis savait faire aussi bien que Lucien, c’était la serrer contre lui ». La mort et l’amour sont également présents dans le triangle amoureux qui réunit Monsieur Dutil, Paulette et Philéas. En effet, Philéas avoue aux Chalifoux son amour pour Paulette avec qui il a entretenu une relation adultère. La mort, présente au tout début du roman, est dévastatrice. Toutefois, celle-ci devient l’élément qui conclut le roman non pas dans le but d’y détruire des amours, mais d’en réunir deux éplorés : Marjorie et Lucien qui se retrouvent.
L’identité est un autre thème proéminent dans l’œuvre de Véronique-Marie Kaye, puisque l’autrice désire aborder la question de la dualité culturelle et linguistique propre à la réalité franco-ontarienne. C’est le personnage de Marjorie qui lui permet de parler de ces questions,. En effet, Chalifoux est une francophone qui vit à Ottawa. Son appartenance à sa communauté culturelle lui importe et s’illustre dans sa relation avec Lucien : « Oui, tout de suite, elle avait flairé le bon gars, le francophone, le vigoureux, avec des bras comme ça. […] Lucien, un gars correct, bien que trop catholique […] ». Toutefois, l’identité de Marjorie est remise en doute d’abord par Mrs Virginia, qui pour faire d’elle une épouse convenable pour son fils Howard, tente de lui inculquer les savoir du Book of Common Prayer, Anglican Church of Canada. Ceci contredit les croyances catholiques que Marjorie partage avec son père. Bien que cette dernière soit francophone, Mrs Virginia persiste tout de même à remettre en cause l’identité de la protagoniste en lui trouvant des caractéristiques identitaires britanniques. Cette opposition entre les deux cultures se manifeste aussi dans la relation qu’elle développe avec Howard, puisqu’il critique, dès le débuts, les limites de la culture de Marjorie, qui ne connaît pas la cuisine et les œuvres littéraires britanniques. Ce contraste s’illustre d’autant plus lorsqu’il tente de faire l’amour à Marjorie. Celui-ci s’y prenant mal, elle attribue son incompétence à la culture anglaise : « Marjorie sut tout de suite qu’il n’avait aucune expérience avec les femmes, trouva cela normal pour un bloke. N’importe quel francophone, à quinze ans, en savait plus que ce concombre-là » . La dualité linguistique et culturelle est au cœur de la quête identitaire du personnage de Marjorie. Elle se remarque encore plus dans ses enfants qui appartiennent aux deux cultures, la francophone par elle et l’anglophone de leur père Howard. Ils sont donc parfaitement bilingues et ressemblent en ce sens à Véronique-Marie Kaye, qui est la fille d’une mère francophone et d’un père anglophone,,.

## Prix et distinctions
- 2005 : Prix O’Neill Karch – Concours provincial d’écriture dramatique – offert par le Théâtre de la Catapulte, Théâtre français de Toronto et le Théâtre du Nouvel-Ontario[5],[32].
- 2006 : Prix O’Neill Karch pour Petite Pièce Légère comme le printemps – Concours provincial d’écriture dramatique – offert par le Théâtre de la Catapulte, Théâtre français de Toronto et le Théâtre du Nouvel-Ontario[5],[32],[33].
- 2010 : Prix Rideau Awards pour sa pièce de théâtre Afghanistan.[34]
- 2010 : Finaliste au Prix artiste en émergence (dramaturgie) pour sa pièce de théâtre Afghanistan.[34]
- 2010 : Finaliste au prix du Comité des jeunes lecteurs du Théâtre Bluff pour sa pièce de théâtre Afghanistan.[3]
- 2014 : Finaliste au Prix littéraire Trillium pour sa pièce de théâtre Afghanistan.[5],[34]
- 2016 : Prix littéraire Trillium pour son roman Marjorie Chalifoux[35],[13].
- 2017 : Finaliste au Prix Champlain pour son roman Andréanne Mars[34]
- 2017 : Finaliste au Prix Champlain pour son roman Marjorie Chalifoux. Elle obtient aussi une mention spéciale[36].
- 2018 : Finaliste au Prix du livre d’Ottawa pour son roman Andréanne Mars[37].